# Старообрядческие храмы Москвы

## Белокриницкое согласие
| # | Наименование                                                                   | Изображение | Дата строительства | Современный адрес                                   | Координаты           | Комментарий                                              | Статус       | Карта                                                 |
| - | ------------------------------------------------------------------------------ | ----------- | ------------------ | --------------------------------------------------- | -------------------- | -------------------------------------------------------- | ------------ | ----------------------------------------------------- |
| 1 | Церковь Покрова Пресвятой Богородицы Покрово-Успенской старообрядческой общины |             | 1908-1911          | Россия, г. Москва, Малый Гавриков пер., д. 29       | 55.77357, 37.68614   | 01.01.2018 г. церковь официально передана верующим РПСЦ. | Действует    | Покрово-Успенская церковь в Малом Гавриковом переулке |
| 2 | Старообрядческая церковь Тихвинской иконы Божией Матери Тихвинской общины      |             | 1912               | г. Москва, Серпуховский вал, 16/25                  | 55.71198, 37.614     |                                                          |              | Храм Тихвинской иконы Божией Матери на Хавской улице  |
| 3 | Неизвестная часовня в доме Рябушинского                                        |             | 1904               | Россия, город Москва, улица Малая Никитская, дом 6. | 55.758224, 37.596456 |                                                          | Не действует |                                                       |

## БеспоповцыПоморского согласия
| # | Наименование                                                                                                   | Изображение | Дата строительства | Современный адрес                              | Координаты         | Комментарий | Статус    | Карта                                                                   |
| - | --- | ----------- | ------------------ | ---------------------------------------------- | ------------------ | ----------- | --------- | ----------------------------------------------------------------------- |
| 1 | Моленная Воскресения Христова и Покрова Божией Матери 2-й Московской общины Поморского законобрачного согласия |             | 1907-1908          | Россия, г. Москва, Токмаков пер., д. 17 стр. 4 | 55.76673, 37.67112 |             | Действует | Церковь Воскресения Христова и Покрова Богородицы в Токмаковом переулке |

## Русская Древлеправославная Церковь
| # | Наименование                                                                | Изображение | Дата строительства | Современный адрес                                  | Координаты           | Комментарий                                                         | Статус    | Карта                  |
| - | --------------------------------------------------------------------------- | ----------- | ------------------ | -------------------------------------------------- | -------------------- | ------------------------------------------------------------------- | --------- | ---------------------- |
| 1 | Старообрядческая церковь Покрова Пресвятой Богородицы Замоскворецкой общины |             | 1908-1910          | Россия, г. Москва, Новокузнецкая ул., д. 38 стр. 1 | 55.732578, 37.634302 | https://ruvera.ru/commune/sobor_pokrova_zamoskvoreckoiy_obshiny_rdc | Действует | Покровский собор (РДЦ) |

## Петропавловское благочиние
| # | Наименование                                                 | Изображение | Дата строительства | Современный адрес                                 | Координаты         | Комментарий | Статус    | Карта                                                        |
| - | ------------------------------------------------------------ | ----------- | ------------------ | ------------------------------------------------- | ------------------ | --- | --------- | ------------------------------------------------------------ |
| 1 | Храм Введения во храм Пресвятой Богородицы у Салтыкова моста |             | 1825-1829          | г. Москва, ул. Самокатная, 3/8, стр. 17           | 55.7575, 37.6803   | http://hram-vvedeniya.ru/ — Церковь Введения во храм Пресвятой Богородицы у Салтыкова моста (официальный сайт) | Действует | Храм Введения во храм Пресвятой Богородицы у Салтыкова моста |
| 2 | Церковь Троицы Живоначальной у Салтыкова моста               |             | 1817-1819          | Россия, г. Москва, ул. Самокатная, д. 3/8 стр. 16 | 55.75745, 37.67948 | | Действует | Храм Троицы Живоначальной у Салтыкова моста                  |

## РПСЦ,Московская епархия
| # | Наименование                                                                      | Изображение | Дата строительства | Современный адрес                      | Координаты           | Комментарий                                                                                        | Статус       | Карта                                                             |
| - | --------------------------------------------------------------------------------- | ----------- | ------------------ | -------------------------------------- | -------------------- | -------------------------------------------------------------------------------------------------- | ------------ | ----------------------------------------------------------------- |
| 1 | Кафедральный собор Покрова Пресвятой Богородицы на Рогожском кладбище             |             | 1790-1792          | г. Москва, ул. Рогожский посёлок, д.29 | 55.739603, 37.702817 | Интересный факт: в 2001 году в России была выпущена почтовая марка, посвящённая Покровскому собору | Действует    | Покровский собор на Рогожском кладбище                            |
| 2 | Церковь Воскресения Христова в колокольне Рогожской общины                        |             | 1908-1913          | г. Москва, Рогожский посёлок, д.29     | 55.739188, 37.701881 | | Действует    | Храм-колокольня во имя Воскресения Христова на Рогожском кладбище |
| 3 | Храм Николы Чудотворца у Тверской заставы                                         |             | 1914-1921          | г. Москва, Бутырский Вал, д.8/3        | 55.777810, 37.585618 | | Действует    | Храм Николы Чудотворца у Тверской заставы                         |
| 4 | Неизвестная часовня                                                               |             | 2010-2011          | Москва, ул. Рогожский посёлок, 29      | 55.739926, 37.704843 | | Действует    |                                                                   |
| 5 | Часовня Успения Пресвятой Богородицы (?) в молитвенном доме на Рогожском кладбище |             | 1910               | г. Москва, ул. Рогожский посёлок, 29/1 | 55.738463, 37.702602 | | Не действует |                                                                   |

## Федосеевское старопоморское согласие
| # | Наименование | Изображение | Дата строительства | Современный адрес                          | Координаты           | Комментарий | Статус    | Карта                                                          |
| - | --- | ----------- | ------------------ | ------------------------------------------ | -------------------- | ----------- | --------- | -------------------------------------------------------------- |
| 1 | Моленная Успения Пресвятой Богородицы, Иоанна Богослова, Николая Чудотворца в мужской палате Преображенского Богадельного Дома |             | 1805               | Ул. Преображенский вал 17 корп. 6.         | 55.793425, 37.718056 |             | Действует |                                                                |
| 2 | Часовня Николая Чудотворца на Преображенском кладбище                                                                          |             | 1805               | ул. Преображенский Вал, 17А стр. 7         | 55.79207, 37.7214    |             | Действует |                                                                |
| 3 | Соборная моленная Воздвижения Креста Господня на Преображенском кладбище                                                       |             | 1809-1811          | Москва, ул. Преображенский Вал, д. 17 к. 7 | 55.79331, 37.71741   |             | Действует | Церковь Воздвижения Креста Господня на Преображенском кладбище |
| 4 | Домовая церковь Троицы Живоначальной и Иоанна Богослова бывшего Никольского Единоверческого монастыря                          |             | 1801               | г. Москва, ул. Преображенский Вал, д. 25   | 55.791346, 37.718422 |             | Действует |                                                                |
| 5 | Часовня Воздвижения Креста Господня на Преображенском кладбище                                                                 |             | 1879               | ул. Преображенский Вал, 17А                | 55.792, 37.72148     |             | Действует |                                                                |
| 6 | Моленная Спаса Преображения в надвратном корпусе бывшего Преображенского богадельного дома                                     |             | 1804               | Москва, ул. Преображенский Вал, 17, корп 1 | 55.793313, 37.716109 |             | Действует |                                                                |

## Единоверческие храмы
| # | Наименование                                                                                       | Изображение | Дата строительства | Современный адрес                                 | Координаты           | Комментарий | Статус | Карта |
| - | -------------------------------------------------------------------------------------------------- | ----------- | ------------------ | ------------------------------------------------- | -------------------- | ----------- | ------ | ----- |
| 1 | Моленная Покрова Пресвятой Богородицы в женской половине бывшего Преображенского богадельного дома |             | 1805               | г. Москва, ул. Преображенский Вал, д. 17, корп. 4 | 55.793771, 37.716772 |             |        |       |